# Alpenföhn
Alpenföhn es el nombre en alemán que se utiliza para denominar a un tipo de viento característico de la región de los Alpes y que dio nombre al "efecto Föhn". Este viento origina en ocasiones tormentas que pueden alcanzar velocidades de hasta 150 km/h, con efectos muy dañinos para edificios y bosques.

## Etimología
"Alpen" significa "Alpes". Por su parte, "Föhn" procede de Favonio, el dios romano que encarna el viento del Oeste (en latín "Favonius", favorable). Del latín pasó al retorrománico ("favuogn", abreviatura dialectal "fuogn"); de ahí lo hizo al Antiguo alto alemán ("phōnno") y al alemán moderno, donde también se ha extendido el término para nombrar a los secadores de pelo.

## Efecto Föhn al norte de los Alpes (Alpenföhn del Sur)

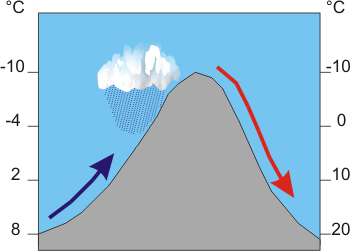
Diagrama del efecto Föhn.

La teoría termodinámica del efecto Föhn explica que cuando un viento templado y húmedo sopla contra una cordillera alta se ve obligado a ascender para salvar el obstáculo, haciendo que el vapor de agua se enfríe y se condense, produciendo lluvias a barlovento de la cordillera y un viento seco y cálido a sotavento (ver diagrama). Esta teoría parece fallar a la hora de explicar el Alpenföhn, pues una parte considerable de los días en los que se percibe este tipo de viento sí hay un aumento de temperatura al norte de la cordillera alpina, pero no viene acompañado por precipitaciones al sur de la misma.
La explicación a este fenómeno radica en que los vientos cálidos que llegan a los valles al norte de los Alpes, no proceden en realidad de las laderas del sur, sino de cotas más altas. En estos casos, durante su ascenso, la masa de aire frío alcanza un estado de estabilidad estática que le impide llegar hasta lo alto del obstáculo. Solo a través de los profundos desfiladeros, parte de este aire frío bloqueado consigue llegar al norte en forma de Föhn.
Al norte de los Alpes y debido a la baja humedad ambiental, el Alpenföhn suele ir unido a cielos espectaculares, y en invierno y primavera acelera con sus altas temperaturas el proceso de deshielo.

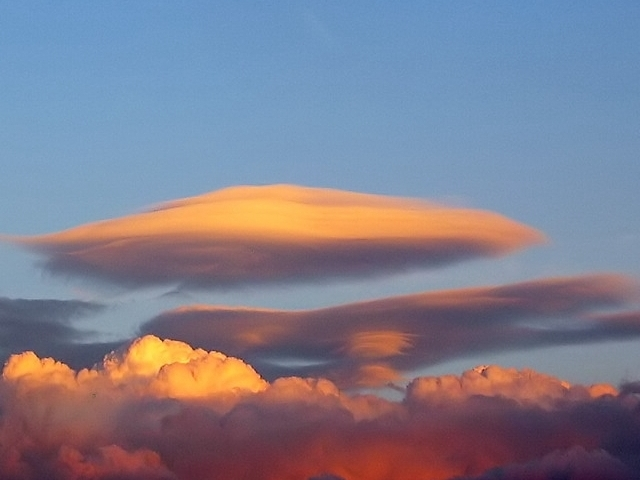
Nubes lenticulares en Baviera.

El límite que marca de forma bastante aproximada la región en la cual el Föhn llega a ser perceptible es el Danubio. En el Sur es más difícil de determinar. Al pie de la masa montañosa, por ejemplo en el valle del Eno, el Föhn puede ser responsable de variaciones de temperatura de hasta 25 grados Celsius un día de invierno (Brannenburg am Inn, 29 de noviembre de 2000 a las 23 horas, 22 °C; 30 de noviembre de 2000 a las 6 horas, -3 °C).
A sotavento de los Alpes se producen en ocasiones nubes lenticulares llamadas Föhnlinsen, parecidas a las de la foto, que en condiciones de suficiente humedad son visibles. Estas nubes permiten a los planeadores ascender a altitudes de más de 10 000 metros.

## Efecto Föhn al sur de los Alpes (Alpenföhn del Norte)
Exactamente el mismo fenómeno puede ocurrir a la inversa (esto es, nubes y precipitaciones al norte, temperaturas elevadas al sur). Al contrario que el Föhn del Sur, esta variante suele manifestarse a menudo en forma de tormentas relativamente frías.